# Albert Dupontel
Philippe Guillaume, més conegut com a Albert Dupontel, és un actor, director de cinema i guionista francès nascut l'11 de gener de 1964.

## Biografia

### Inicis
Fins a l'edat de 20 anys, Philippe viu amb el seu pare metge i la seva mare dentista a Conflans-Sainte-Honorine. A l'edat de quatre anys i mig, és enviat de tornada des del jardí d'infants mentre el director es queixa de no poder sostenir-lo.
Més tard va ser estudiant de l'escola Paul Bert a Conflans, on va practicar judo i gimnàstica. Després del batxillerat, va seguir, entre 1982 i 1986, quatre anys d'estudis mèdics a la Facultat de Medicina de Bichat.
Posteriorment, es va formar a l'Escola Nacional de Teatre de Chaillot, on va estudiar durant dos anys sota la direcció d'Antoine Vitez. Tria com a nom artístic Albert Dupontel; de fet desitja preservar la seva família i especialment als seus pares. Durant aquest període d'aprenentatge des de 1986 fins a 1988, va interpretar petits papers. També va anar breument alumne d'Ariane Mnouchkine durant una dotzena de dies. Ella li va oferir entrar en la seva companyia de teatre, però va declinar la proposta perquè era poc inclinat a posseir un grup de teatre comunitari.

## Trajectòria
En 1990, va crear amb les "Sales Histoires" (Històries brutes), una sèrie de contes per a Canal + .
A l'agost de 1990, va començar amb representacions teatrals com a comediant en una exposició individual al teatre Graslin de Nantes. Patrick Sebastien, un animador popular de televisió, li proposa d'actuar en el seu programa. Aquesta primera escena televisual li va permetre guanyar visibilitat i fer un gira amb el seu espectacle. En 1992, Dupontel va actuar a L'Olympia i va obtenir un gran èxit amb els seus esquetxos.
A més del teatre és un apassionat del cinema. El 1992 va produir el seu primer curtmetratge, Désiré. Després, tracta de fer un llargmetratge però troba dificultats per a obtenir diners. Molts distribuïdors i productors pensen que la seva pel·lícula és massa violenta i pertorbadora, que al públic no li agradarà. Al final, Alain de Greef, director de les programes de Canal + l'ajuda li proposa un dia de promoció en Canal +. Així surt Bernie el 1996 i ven més de 800.000 entrades al cinema.
En 1998, realitza el seu segona llargmetratge, Le Créateur (el Creador), que tracta de l'angoixa de la creació artística. Ven menys de 200.000 entrades i esdevé fracàs comercial. Al mateix temps, és premiat per la seva interpretació dramàtica a La Maladie de Sachs (La malaltia de Sachs), per la que és nominat als Premis César. Multiplica les aparicions al cinema, tant en comèdies com en drames. Alguns papers són molt polèmiques, com això de la pel·lícula Irréversible de Gaspar Noè.
En 2006, surt el seu tercer llargmetratge : Enfermés Dehors, que supera les 500 000 entrades al cinema. El rodatge és difícil perquè Albert Dupontel realitza totes les acrobàcies i la pel·lícula té un petit pressupost.
En 2008, realitza Le Vilain. Per primera vegada, comparteix el cartell amb una actriu molt famosa, Catherine Frot. Aquesta pel·lícula és més dolça que les seves altres obres i supera el milió d'entrades al cinema.
En 2013 surt la seva cinquena pel·lícula : 9 mois fermé, amb Sandrine Kiberlain. Per primera vegada, assoleix les 2.000.000 d'entrades.
El 2017 protagonitza Ens veurem allà dalt, una cinta amb guió del mateix Albert Dupontel que és una adaptació de la novel·la de Pierre Lemaitre.

## Filmografia

### Actor

#### Cinema
- 1988: Encore de Paul Vecchiali: Alain
- 1988 : La Bande des quatre de Jacques Rivette: un (faux) voyou
- 1989: La Nuit du doute de Cheikh Djemai
- 1991 Une vie rêvée (curtmetratge)Ida Palomba: France / / Fiction / 22'00
- 1993: Chacun pour toi de Jean-Michel Ribes: Gus
- 1994: Giorgino de Laurent Boutonnat: l'infermer
- 1996: Un héros très discret de Jacques Audiard: Dionnet
- 1996 : Bernie d'Albert Dupontel : Bernie Noël
- 1998: Serial Lover de James Huth: Eric Cellier
- 1999: La Maladie de Sachs de Michel Deville: el doctor Bruno Sachs
- 1999 : Du bleu jusqu'en Amérique de Sarah Lévy: el professor Helpos
- 1999 : Le Créateur d'Albert Dupontel : Darius
- 2000: Les Acteurs de Bertrand Blier: un oficial de police
- 2001: L'Origine du monde de Jérôme Enrico: el travesti
- 2002: Petites Misères de Philippe Boon i Laurent Brandenbourger: Jean
- 2002 : Irréversible de Gaspar Noé: Pierre
- 2002 : Monique : toujours contente de Valérie Guignabodet: Alex
- 2003: Les Clefs de bagnole de Laurent Baffie: ell mateix
- 2004: Le Convoyeur de Nicolas Boukhrief: Alexandre Demarre
- 2004 : Llarg diumenge de festeig de Jean-Pierre Jeunet: Célestin Poux
- 2006: Fauteuils d'orchestre de Danièle Thompson: Jean-François Lefort, el pianista
- 2006 : Enfermés dehors d'Albert Dupontel : Roland
- 2006 : Avida de Benoît Delépine, Gustave Kervern: le garde du corps
- 2006 : Président de Lionel Delplanque: el president de la república
- 2006 : Odette Toulemonde  d'Éric-Emmanuel Schmitt: Balthazar Balsan
- 2007: Jacquou le croquant de Laurent Boutonnat: el pare de Jacquou
- 2007 : Chrysalis de Julien Leclercq: David Hoffmann
- 2007 : L'Ennemi intime de Florent-Emilio Siri: el sergent Dougnac
- 2008: Louise-Michel de Gustave Kervern et Benoît Delépine: Miro
- 2008 : Paris de Cédric Klapisch: Jean, le maraîcher
- 2008 : Deux Jours à tuer de Jean Becker: Antoine Méliot
- 2009: Le Vilain d'Albert Dupontel : Sidney
- 2010: Le Bruit des glaçons de Bertrand Blier: le cancer
- 2011: La Proie d'Éric Valette: Franck Adrien
- 2011 : La Brindille d'Emmanuelle Millet: el director del museu
- 2012: Cadres noirs de Manuel Boursinhac
- 2012 : Le Grand Soir de Gustave Kervern i Benoît Delépine: Jean-Pierre Bonzini
- 2013: 9 mois ferme d'Albert Dupontel : Bob
- 2015: En équilibre de Denis Dercourt: Marc
- 2016: Les Premiers, les Derniers de Bouli Lanners: Cochise
- 2017: Ens veurem allà dalt d'Albert Dupontel : Albert Maillard
- 2020: Adieu les cons d'Albert Dupontel : Jean-Baptiste Cuchas
- 2020: Mon cousin de Jan Kounen: un pacient de l'hospital psiquiàtric (cameo)
- 2022: Big Bug de Jean-Pierre Jeunet: l'home amb la pròtesi (caméo)

#### Curtmetratges
- 1992: Désiré d'Albert Dupontel : el metge
- 1996: Je suis ton châtiment de Guillaume Bréaud

#### Televisió
- 1990: V comme vengeance d'Andy Bausch
- 2011: Belmondo, itinéraire… de Vincent Perrot i Jeff Domenech : ell mateix (testimoni)

### Director i guionista

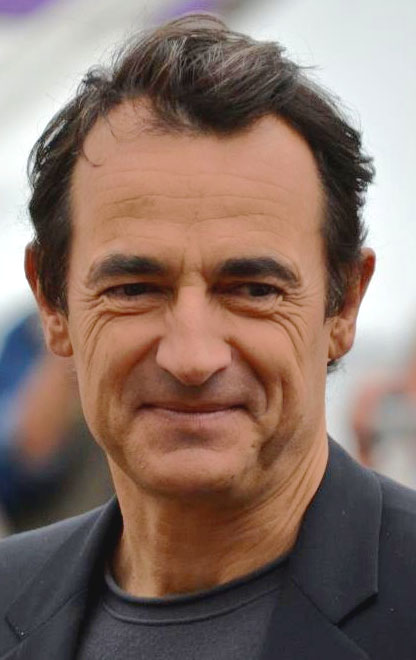
Albert Dupontel al 65è Festival Internacional de Cinema de Canes.

- 1992 : Désiré (curtmetratge)
- 1996 : Bernie
- 1999 : Le Créateur
- 2006 : Enfermés dehors
- 2009 : Le Vilain
- 2013 : 9 mois ferme
- 2017 : Ens veurem allà dalt
- 2020 : Adieu les cons

## Distincions
| Premi                                                | Any  | Categoria                 | Pel·lícula            | Resultat                                  |
| ---------------------------------------------------- | ---- | ------------------------- | --------------------- | ----------------------------------------- |
| Premis Cèsar                                         | 1997 | Millor primera pel·lícula | Bernie                | Nominat                                   |
| Premis Cèsar                                         | 1997 | Millor actor secundari    | Un héros très discret | Nominat                                   |
| Premis Cèsar                                         | 2000 | Millor actor              | La Maladie de Sachs   | Nominat                                   |
| Premis Cèsar                                         | 2009 | Millor actor              | Deux Jours à tuer     | Nominat                                   |
| Premis Cèsar                                         | 2014 | Millor pel·lícula         | 9 mois ferme          | Nominat                                   |
| Premis Cèsar                                         | 2014 | Millor direcció           | 9 mois ferme          | Nominat                                   |
| Premis Cèsar                                         | 2014 | Millor guió original      | 9 mois ferme          | Guanyador                                 |
| Premis Cèsar                                         | 2014 | Millor actor              | 9 mois ferme          | Nominat                                   |
| Premis Cèsar                                         | 2018 | Millor pel·lícula         | Ens veurem allà dalt  | Nominat                                   |
| Premis Cèsar                                         | 2018 | Millor direcció           | Ens veurem allà dalt  | Guanyador                                 |
| Premis Cèsar                                         | 2018 | Millor adaptació          | Ens veurem allà dalt  | Guanyador (compartit amb Pierre Lemaitre) |
| Premis Cèsar                                         | 2018 | Millor actor              | Ens veurem allà dalt  | Nominat                                   |
| Premis Cèsar                                         | 2021 | Millor actor              | Adieu les cons        | Nominat                                   |
| Premis Cèsar                                         | 2021 | Millor direcció           | Adieu les cons        | Guanyador                                 |
| Premis Cèsar                                         | 2021 | Millor pel·lícula         | Adieu les cons        | Guanyador                                 |
| Premis Cèsar                                         | 2021 | Millor guió original      | Adieu les cons        | Guanyador                                 |
| Premis Cèsar                                         | 2021 | César des lycéens         | Adieu les cons        | Guanyador                                 |
| Premis Lumières                                      | 2009 | Millor actor              | Deux Jours à tuer     | Nominat                                   |
| Premis Lumières                                      | 2014 | Millor pel·lícula         | 9 mois ferme          | Nominat                                   |
| Premis Lumières                                      | 2014 | Millor direcció           | 9 mois ferme          | Nominat                                   |
| Premis Lumières                                      | 2014 | Millor guió               | 9 mois ferme          | Nominat                                   |
| Premis Lumières                                      | 2018 | Millor pel·lícula         | Ens veurem allà dalt  | Nominat                                   |
| Premis Lumières                                      | 2018 | Millor guió               | Ens veurem allà dalt  | Nominat                                   |
| Premis Lumières                                      | 2021 | Millor pel·lícula         | Adieu les cons        | Nominat                                   |
| Premis Lumières                                      | 2021 | Millor direcció           | Adieu les cons        | Nominat                                   |
| Premis Lumières                                      | 2021 | Millor actor              | Adieu les cons        | Nominat                                   |
| Globes de cristal                                    | 2007 | Millor actor              | Enfermés dehors       | Nominat                                   |
| Globes de cristal                                    | 2009 | Millor actor              | Deux Jours à tuer     | Nominat                                   |
| Globes de cristal                                    | 2014 | Millor pel·lícula         | 9 mois ferme          | Guanyador                                 |
| Globes de cristal                                    | 2014 | Millor actor              | 9 mois ferme          | Nominat                                   |
| Globes de cristal                                    | 2018 | Millor pel·lícula         | Ens veurem allà dalt  | Guanyador                                 |
| Globes de cristal                                    | 2018 | Millor actor              | Ens veurem allà dalt  | Nominat                                   |
| Premi Louis-Delluc                                   | 2013 |                           | 9 mois ferme          | Nominat                                   |
| Premi Jacques-Prévert al guió                        | 2014 | Millor guió original      | 9 mois ferme          | Guanyador                                 |
| Festival Internacional de Cinema Fantàstic de Yubari | 1998 | Millor pel·lícula         | Bernie                | Guanyador                                 |
| Festival Internacional de Cinema del Caire           | 2007 | Millor actor              | L'Ennemi intime       | Guanyador                                 |
| Premi Henri-Jeanson                                  | 2013 |                           |                       | Guanyador                                 |
| Étoiles d'or del dinema francès                      | 2014 | Millor guió               | 9 mois ferme          | Guanyador                                 |